# Froesiodendron amazonicum
Froesiodendron amazonicum är en kirimojaväxtart som beskrevs av Robert Elias Fries. Froesiodendron amazonicum ingår i släktet Froesiodendron och familjen kirimojaväxter. Inga underarter finns listade i Catalogue of Life.